# Huh Mi-Mi
Huh Mi-Mi (en coreano: 허미미; 19 de diciembre de 2002) es una deportista coreana que compite en judo.
Participó en los Juegos Olímpicos de París 2024, obteniendo dos medallas, plata en –57 kg y bronce en el equipo mixto. Ganó una medalla de oro en el Campeonato Mundial de Judo de 2024 y una medalla de plata en el Campeonato Asiático de Judo de 2024.

## Palmarés internacional
| Juegos Olímpicos    | Juegos Olímpicos  | Juegos Olímpicos  | Juegos Olímpicos |
| Año                 | Lugar             | Medalla           | Categoría        |
| ------------------- | ----------------- | ----------------- | ---------------- |
| 2024                | París (Francia)   | Medalla de plata  | –57 kg           |
| 2024                | París (Francia)   | Medalla de bronce | Equipo mixto     |
| Campeonato Mundial  |                   |                   |                  |
| Año                 | Lugar             | Medalla           | Categoría        |
| 2024                | Abu Dabi (EAU)    | Medalla de oro    | –57 kg           |
| Campeonato Asiático |                   |                   |                  |
| Año                 | Lugar             | Medalla           | Categoría        |
| 2024                | Hong Kong (China) | Medalla de plata  | –57 kg           |